# المعينة (بني قيس الطور)

تعديل مصدري - تعديل

المعينة هي إحدى قرى عزلة ربع البوني بمديرية بني قيس الطور التابعة لمحافظة حجة، بلغ تعداد سكانها 989 نسمة حسب تعداد اليمن لعام 2004.